# دل تکنالوجیز
دل تکنالوجیز (انگلیسی: Dell Technologies) یک شرکت فناوری چندملیتی آمریکایی است، که در سال ۲۰۱۶ توسط مایکل دل تأسیس شد و مقر آن در راند راک واقع در ایالت تگزاس قرار دارد.